# Euphorbia commersonii
Euphorbia commersonii är en törelväxtart som beskrevs av Henri Ernest Baillon. Euphorbia commersonii ingår i släktet törlar, och familjen törelväxter.
Artens utbredningsområde är Madagaskar. Inga underarter finns listade i Catalogue of Life.